# Seidel-Test
Der Seidel-Test, benannt nach seinem Erfinder, dem deutschen Augenarzt Erich Seidel (1882–1948), ist ein einfaches augenheilkundliches Verfahren zum Nachweis von kleinen Perforationen und Durchlässigkeiten (Leckagen) der Hornhaut. Dabei wird der Tränenfilm mittels des Farbstoffes Fluorescein angefärbt und an einer Spaltlampe durch Vorschalten eines Kobaltblaufilters inspiziert. Tritt Kammerwasser über eine undichte Stelle auf die Hornhautoberfläche aus, so sind kleine, quellförmige Ausflüsse erkennbar, der Farbstoff wird ausgewaschen, und der Test gilt als positiv. Zur Durchführung wird darauf hingewiesen, dass kein oder nur sehr wenig Druck auf den Augapfel ausgeübt werden sollte.
Das Verfahren findet auch in der Tiermedizin Anwendung.